# 德国驻朝鲜大使馆
德国驻朝鲜大使馆（德語：Deutsche Botschaft Pjöngjang）是德意志联邦共和国设于朝鲜民主主义人民共和国的官方外交代表机构，主要任务为扩大和发展雙方在政治、经济、文化等各个领域的关系，以及就彼此关注的问题进行深入讨论、创造有利条件。

## 使馆建筑
大使馆建筑坐落于朝鲜首都平壤大同江区域的纹绣洞。它最早为德意志民主共和国（东德）的驻朝大使馆。当两德统一后，这座建筑曾作為瑞典大使館之用。如今，这座复合型建筑除德国和瑞典外，英國大使館亦與兩者合署辦公。在德意志联邦共和国入驻之前，建筑的内部和外部均进行了广泛的改造和翻新。

## 历史
东德自1949年起便与朝鲜建立外交关系。在冷战时期，两国来往密切。驻朝鲜的最后一任东德大使为克劳斯·措恩。当德国发生剧变后，平壤的东德大使馆最初是自1991年1月21日起作为德意志联邦共和国的常驻代表处，并至2001年3月1日起转变为大使馆。在德朝实现邦交正常化前，主要是由瑞典王国担当利益代表国的作用。
进入21世纪后，随着朝鲜调整其对外政策，加强了与西方国家的接触，并积极与不同类型国家发展友好关系；同时德国尽管仍对朝鲜持保留的态度，但考虑到要在具有战略意义的朝鲜半島施加自己的影响，以及期望在这个尚待开发的市场中占有自己的一席之地，朝鲜外务省代表遂与德国外交部代表于2001年2月26日至28日在柏林进行了正式会谈。双方在会谈中交换了有关建立外交关系的文件，并同意在《维也纳外交关系公约》和《维也纳领事关系公约》的基础上自3月1日起建立大使级邦交。然而，部长或以上级别的德国代表团至今尚未对朝鲜进行过正式访问。朝鲜也同样长时间未曾出访德国，直至朝鲜劳动党中央委员会分管国际事务的书记、政治局委员姜锡柱率领代表团于2014年9月才首次来到德国。
当朝鲜核问题在2013年日愈升温后，朝鲜政府曾建议包括德国在内的众多国家撤离其在平壤的大使馆，因为他们在事件升级后无法再确保其安全性。然而德国却宣布，在持续评估了大使馆的安全和危险度后，暂时无意撤离他们的八位外交官。

### 历任大使
下表列出德朝建交后的历任德国大使：
| 姓名                | 任期            | 备注 |
| ------------------- | --------------- | --- |
| 多丽丝·赫特拉姆普夫 | 2002年－2005年  | 赴朝就职前为欧洲安全与合作组织驻塔林外联主管；离朝后在外交部擔任處長。                                    |
| 羅輔德              | 2005年－2007年  | 赴朝前为驻华大使馆公使；离朝后继任驻波士顿总领事。                                                        |
| 托马斯·舍费尔       | 2007年－2010年  | 首次赴朝就职前曾任驻韩大使，首次离朝后继任驻危地马拉大使。                                                |
| 格尔哈特·蒂德曼     | 2010年－2013年  | 赴朝就职前为外交部欧盟事务處長，离朝后继任驻蒙古国大使。                                                  |
| 托马斯·舍费尔       | 2013年－2018年  | 第二次赴朝就职前为驻危地马拉大使。                                                                        |
| 贺德满              | 2018年 - 2021年 | 自2020年3月起德国以朝方违反《维也纳外交关系公约》为由关闭驻朝大使馆。2021年起贺德满继任德国驻上海总领事。 |